# Johnny Morrissey
John Joseph „Johnny“ Morrissey (* 18. April 1940 in Liverpool) ist ein ehemaliger englischer Fußballspieler. Der Flügelspieler gehörte zu den wenigen Personen, die zuerst beim FC Liverpool und direkt danach beim Lokalrivalen FC Everton unter Vertrag standen. Für Everton gewann er in den Jahren 1963 und 1970 zwei englische Meisterschaften.

## Sportlicher Werdegang
Morrissey war Teil der Jugendabteilung des FC Liverpool und kurz nach seinem 17. Geburtstag unterzeichnete er bei den „Reds“ den ersten Profivertrag. Der Flügelspieler agierte zunächst auf der rechten Seite. Dort waren seine Einsätze jedoch rar, da Kevin Lewis bevorzugt wurde. Kurz nach der Jahreswende profitierte er von einer Verletzung bei Roger Hunt, die dazu führte, dass Linksaußen Alan A’Court dessen Position in der Mitte und Morrissey die dadurch vakante Stelle links übernahm. Mit dem aufstrebenden Ian Callaghan erwuchs ihm jedoch schnell weitere Konkurrenz und so entschloss sich das Board of Directors dazu, Morrissey im Jahr 1962 an den Lokalrivalen FC Everton für 10.000 Pfund zu verkaufen. Dass dies ohne die Kenntnis von Trainer Bill Shankly geschah, sorgte für laute Misstöne und Shankly drohte offen mit seinem Rücktritt, falls sich ein derartiger Vorgang wiederholen sollte.
Dass Morrissey beim Rivalen ohne lange Eingewöhnungszeiten ins Team fand, bestätigte Shanklys Bedenken schnell. Höhepunkte in der Saison 1962/63, die letztlich mit dem Gewinn der englischen Meisterschaft endete, waren sein Tor am 22. September 1962 zum 2:2-Remis im Merseyside Derby gegen den Ex-Klub und der Hattrick gegen West Bromwich Albion (4:2) eine Woche später. Zum Abschluss der Saison hatte er sieben Tore in 28 Ligapartien beigesteuert. Einen unumstrittenen Stammplatz hatte er sich damit jedoch nicht erspielt und so fand er sich zur Mitte der 1960er-Jahre starker Konkurrenz in Person von Derek Temple ausgesetzt. Dies führte unter anderem dazu, dass er auf dem Weg zum Gewinn des FA Cups 1966 nur eine marginale Rolle in frühen Runden spielte und auch im Finale gegen Sheffield Wednesday (3:2) nicht zum Einsatz kam. Ab der Spielzeit 1966/67 war „Mogsy“, wie Morrissey von Evertons Anhängern genannt wurde, jedoch wieder häufiger in der ersten Mannschaft vertreten. Dadurch kam ihm zugute, dass er als Flügelspieler nicht nur über eine gute Ballkontrolle und Beidfüßigkeit verfügte, sondern neben den Offensivqualitäten außergewöhnlich robust auftrat – dadurch erwarb er sich auch die Anerkennung nachgewiesener „Raubeine“ wie Liverpools Tommy Smith. Dazu kam seine Schnelligkeit, die er besonders auf den ersten Metern während eines Antritts ausspielte.
In der Saison 1967/68 erreichte Morrissey mit Everton ein weiteres Mal ein FA-Cup-Endspiel und in diesem Fall hatte er mit seinem 1:0-Siegtreffer per Elfmeter gegen Leeds United im Halbfinale entscheidenden Anteil am Erfolg. Das Finale verlief jedoch gegen West Bromwich Albion enttäuschend und resultierte in eine 0:1-Niederlage. Das beste Jahr absolvierte er schließlich in der Spielzeit 1969/70, als Morrissey neun Tore in 41 Ligapartien auf dem Weg zu seinem zweiten englischen Meistertitel schoss. Dabei hatte er vor allem zu Beginn im August 1969 gegen den amtierenden Meister aus Leeds eine gute Leistung gezeigt und den gegnerischen Rechtsverteidiger Paul Reaney vor große Probleme gestellt. Die anschließende Spielzeit 1970/71 verlief wenig zufriedenstellend. Dessen ungeachtet zählte er weiter zunächst weiter zu den Stammspielern, bevor es ihm in der Saison 1971/72 wieder schwerer fiel, seine Position zu verteidigen. Im Mai 1972 verließ Morrissey den Klub in Richtung des Drittligisten Oldham Athletic.
In Oldham verbrachte Morrissey jedoch nur ein Jahr, bevor er verletzungsbedingt seine Karriere beendete. Sein gleichnamiger Sohn stieß später ebenfalls in die Profimannschaft des FC Everton vor, bestritt dort aber nur zwei Pflichtspiele und fand erst bei den Tranmere Rovers sein Glück.

## Titel/Auszeichnungen
- Englische Meisterschaft (2): 1963, 1970